# Le Coteau
Le Coteau és un municipi francès situat al departament del Loira i a la regió d'Alvèrnia-Roine-Alps. L'any 2007 tenia 7.040 habitants.

## Demografia

### Població
El 2007 la població de fet de Le Coteau era de 7.040 persones. Hi havia 3.435 famílies de les quals 1.519 eren unipersonals (484 homes vivint sols i 1.035 dones vivint soles), 990 parelles sense fills, 611 parelles amb fills i 315 famílies monoparentals amb fills.
La població ha evolucionat segons el següent gràfic:
Habitants censats

### Habitatges
El 2007 hi havia 3.773 habitatges, 3.487 eren l'habitatge principal de la família, 42 eren segones residències i 244 estaven desocupats. 1.368 eren cases i 2.310 eren apartaments. Dels 3.487 habitatges principals, 1.637 estaven ocupats pels seus propietaris, 1.806 estaven llogats i ocupats pels llogaters i 44 estaven cedits a títol gratuït; 152 tenien una cambra, 419 en tenien dues, 997 en tenien tres, 1.037 en tenien quatre i 883 en tenien cinc o més. 2.014 habitatges disposaven pel capbaix d'una plaça de pàrquing. A 1.927 habitatges hi havia un automòbil i a 831 n'hi havia dos o més.

### Piràmide de població
La piràmide de població per edats i sexe el 2009 era:
| Homes | Edats   | Dones |
| ----- | ------- | ----- |
| 4     | 95 o +  | 40    |
| 20    | 90 a 94 | 80    |
| 56    | 85 a 89 | 176   |
| 60    | 80 a 84 | 104   |
| 168   | 75 a 79 | 200   |
| 136   | 70 a 74 | 272   |
| 160   | 65 a 69 | 240   |
| 204   | 60 a 64 | 196   |
| 172   | 55 a 59 | 192   |
| 180   | 50 a 54 | 236   |
| 316   | 45 a 49 | 260   |
| 204   | 40 a 44 | 220   |
| 260   | 35 a 39 | 260   |
| 256   | 30 a 34 | 288   |
| 244   | 25 a 29 | 232   |
| 160   | 20 a 24 | 200   |
| 233   | 15 a 19 | 272   |
| 204   | 10 a 14 | 172   |
| 216   | 5 a 9   | 232   |
| 156   | 0 a 4   | 140   |

## Economia
El 2007 la població en edat de treballar era de 4.084 persones, 2.918 eren actives i 1.166 eren inactives. De les 2.918 persones actives 2.605 estaven ocupades (1.272 homes i 1.333 dones) i 313 estaven aturades (129 homes i 184 dones). De les 1.166 persones inactives 498 estaven jubilades, 302 estaven estudiant i 366 estaven classificades com a «altres inactius».

### Ingressos
El 2009 a Le Coteau hi havia 3.441 unitats fiscals que integraven 6.762 persones, la mediana anual d'ingressos fiscals per persona era de 16.738 €.

### Activitats econòmiques
Dels 532 establiments que hi havia el 2007, 13 eren d'empreses extractives, 15 d'empreses alimentàries, 3 d'empreses de fabricació de material elèctric, 55 d'empreses de fabricació d'altres productes industrials, 38 d'empreses de construcció, 132 d'empreses de comerç i reparació d'automòbils, 20 d'empreses de transport, 33 d'empreses d'hostatgeria i restauració, 9 d'empreses d'informació i comunicació, 54 d'empreses financeres, 32 d'empreses immobiliàries, 49 d'empreses de serveis, 38 d'entitats de l'administració pública i 41 d'empreses classificades com a «altres activitats de serveis».
Dels 118 establiments de servei als particulars que hi havia el 2009, 1 era una oficina d'administració d'Hisenda pública, 1 gendarmeria, 1 oficina de correu, 7 oficines bancàries, 1 funerària, 15 tallers de reparació d'automòbils i de material agrícola, 1 taller d'inspecció tècnica de vehicles, 2 establiments de lloguer de cotxes, 2 autoescoles, 3 paletes, 10 guixaires pintors, 7 fusteries, 8 lampisteries, 6 electricistes, 18 perruqueries, 1 veterinari, 18 restaurants, 7 agències immobiliàries, 3 tintoreries i 6 salons de bellesa.
Dels 59 establiments comercials que hi havia el 2009, 2 eren supermercats, 2 botigues de més de 120 m², 2 botiges de menys de 120 m², 7 fleques, 5 carnisseries, 1 una peixateria, 3 llibreries, 13 botigues de roba, 4 botigues d'equipament de la llar, 2 sabateries, 3 botigues d'electrodomèstics, 4 botigues de mobles, 1 una botiga de material esportiu, 2 drogueries, 1 una joieria i 7 floristeries.
L'any 2000 a Le Coteau hi havia 4 explotacions agrícoles.

## Equipaments sanitaris i escolars
El 2009 hi havia 1 centre de salut, 3 farmàcies i 1 ambulància.
El 2009 hi havia 2 escoles maternals i 4 escoles elementals. A Le Coteau hi havia 1 col·legi d'educació secundària i 1 liceu tecnològic. Als col·legis d'educació secundària hi havia 568 alumnes i als liceus tecnològics 319.

## Poblacions més properes
El següent diagrama mostra les poblacions més properes.